# 克里斯特爾芒廷 (密歇根州)
克里斯特爾芒廷（英語：Crystal Mountain）是位於美國密歇根州本西縣的一個普查規定居民點。

## 人口
根據2020年美國人口普查的數據，克里斯特爾芒廷的面積為4.62平方千米，當中陸地面積為4.60平方千米，而水域面積為0.02平方千米。當地共有人口73人，而人口密度為每平方千米15.8人。